# بالانگین
بالانگین (به لاتین: Ballangen) یک منطقهٔ مسکونی در نروژ است که در نوردلاند واقع شده‌است. بالانگین ۹۳۲٫۲۲ کیلومتر مربع مساحت و ۲٬۵۲۲ نفر جمعیت دارد.

## خواهرخوانده
شهر توسنو خواهرخواندهٔ بالانگین هست.

## نگارخانه

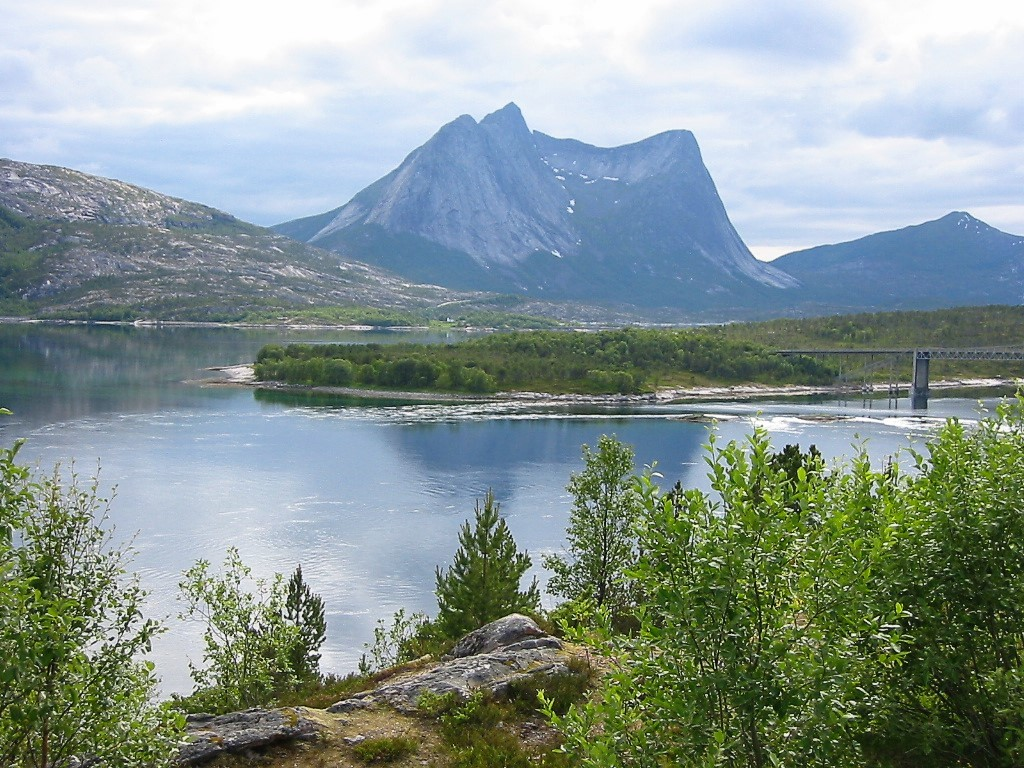
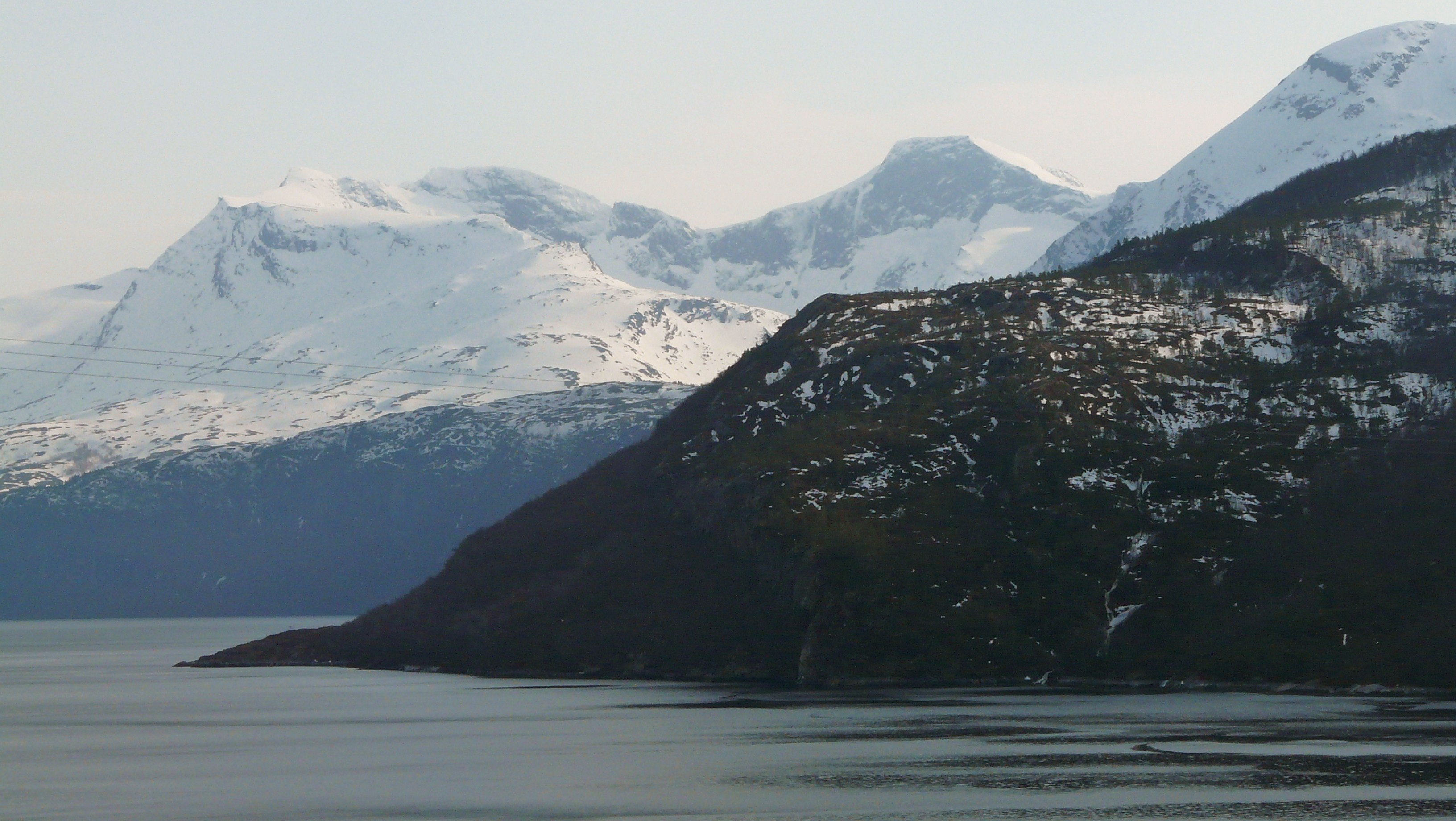